# Gumel
Gumel è una città della Repubblica Federale della Nigeria appartenente allo Stato di Jigawa. È capoluogo dell'omonima area a governo locale (local government area) che conta una popolazione di 107.161 abitanti.